# Warren megye (Iowa)
Warren megye az Amerikai Egyesült Államokban, azon belül Iowa államban található. Lakosainak száma 52 403 fő (2020. április 1.). Warren megye Polk, Clarke, Lucas, Dallas, Madison és Marion megyékkel határos.

## Népesség
A megye népessége az elmúlt években az alábbi módon változott:
| Lakosok száma | 46 318 | 46 651 | 46 926 | 47 336 | 48 626 | 52 403 |
|               | 2010   | 2011   | 2012   | 2013   | 2015   | 2020   |